# Parodia rudibuenekeri
Parodia rudibuenekeri là một loài thực vật có hoa trong họ Cactaceae. Loài này được (W.R. Abraham) Hofacker & P.J. Braun mô tả khoa học đầu tiên năm 1998.